# Professor Lowndeano de Astronomia e Geometria
Professor Lowndeano de Astronomia e Geometria (em inglês:  Lowndean chair of Astronomy and Geometry) é uma das duas cátedras mais prestigiosas de astronomia da Universidade de Cambridge, juntamente ao Professor Plumiano de Astronomia e Filosofia Experimental. Foi fundada em 1749 por Thomas Lowndes, um astrônomo de Overton, Cheshire.
Em seu legado original estabelecia que o titular deveria ministrar dois cursos de vinte aulas a cada ano, um em astronomia e o outro em geometria, e passar pelo menos seis semanas fazendo observações astronômicas.
O riginalmente o titular era eleito por um comitê consistindo do Lord Chancellor, do Lord President of the Privy Council, do Lord Privy Seal, do Lord Steward e do Lord High Treasurer do First Lord of the Treasury.
No século XX os eleitores mudaram, compreendendo a maioria dos cientistas sênior do Reino Unido:
- Presidente da Royal Society
- Presidente da Royal Astronomical Society
- Astrônomo Real Britânico
- Vice-reitor da Universidade de Cambridge
- Professor lucasiano
- Professor Sadleiriano
- Professor Plumiano.

Não obstante o título, um professor pode ser escolhido mesmo se for especialista somente em uma das duas áreas de conhecimento da cátedra, astronomia e geometria

## Professores
- 1750–1771 Roger Long
- 1771–1795 John Smith
- 1795–1837 William Lax
- 1837–1859 George Peacock
- 1859–1892 John Couch Adams
- 1892–1913 Robert Stawell Ball
- 1914–1936 Henry Frederick Baker
- 1936–1970 William Vallance Douglas Hodge
- 1970–1989 Frank Adams
- 1990–1999 Graeme Segal
- 2000–2014 Burt Totaro[2]
- 2015–atualidade Mihalis Dafermos[3]